# 諾亞 (喬治亞州)
諾亞（英語：Noah）是位於美國喬治亞州傑佛遜縣的一個非建制地區。該地的面積和人口皆未知。

## 地理
諾亞的座標為33°12′56″N 82°17′09″W / 33.21556°N 82.28583°W，而該地的平均海拔高度為119米（即390英尺）。